# THAADミサイル
THAADミサイル（終末高高度防衛ミサイル、英: Terminal High Altitude Area Defense missile, サードミサイル）は、アメリカ陸軍が開発した弾道弾迎撃ミサイル・システム。当初は、戦域高高度防衛ミサイル（英: Theater High Altitude Area Defense missile）と呼ばれていた。

## 概要

THAADミサイルの構成

THAADは、敵弾道ミサイルが、その航程の終末にさしかかり、大気圏に再突入の段階で、ミサイル防衛により迎撃・撃破するために開発された。
従来このような役目には、パトリオットPAC-3が配備されてきた。しかし、パトリオットPAC-3は、比較的小規模で展開しやすいかわりに射程が短いため、高速で突入してくる中距離弾道ミサイルなどへの対処が難しく、また、迎撃に成功した場合でも地上への被害が大きくなるという問題があった。このことから、パトリオットPAC-3よりも高い、成層圏よりも上の高度で目標を迎撃するために開発されたのがTHAADである。
THAADは大気圏外での交戦に特化しており、低高度での弾道ミサイル、あるいは通常航空機との交戦は、パトリオットPAC-3など従来型のHIMAD用ミサイル・システムに任せることとなる。また、大気圏外での交戦を重視していることから、洋上配備のSM-3と同様の中間段階（ミッドコース・フェイズ）対処も可能であると誤解されることがあるが、THAADはその名前のとおり終末段階での迎撃用であり、地上での中間段階対処については、より長射程・高射高のGBI（Ground Based Interceptor）が主としてこの任にあたる。

## 構成

### THAADミサイル
THAADのミサイル本体は1段式の固体ロケットブースターであり、推力偏向ノズルで飛翔方位を調整しつつ秒速2,500m/sまで加速する。
弾頭として搭載される迎撃体（KKV）は、赤外線誘導の運動エネルギー弾であり、大気圏外でブースターから切り離された迎撃体は飛来する弾道ミサイルを赤外線画像シーカーで捉え、外周に配置された10個のスラスターで自らの姿勢と軌道を制御し、標的の最適部位に直撃して運動エネルギーでこれを破壊する。

### 発射装置・C4ISRシステム

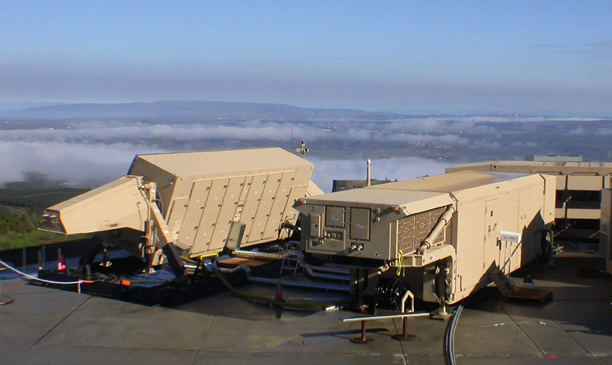
AN/TPY-2レーダー

THAADの地上システムは、自走またはトレーラーによる移動式であり、10連装ミサイル発射機、Xバンドのフェーズドアレイレーダー（AN/TPY-2）、C4Iシステムからなる。Xバンドレーダーは1,000km以上の探知距離を持ち、飛来する弾道ミサイルの追跡・迎撃ミサイルの中間誘導も合わせて行う。
なお、このXバンドレーダーのみを、ミサイル防衛用の地上レーダーとしてアメリカ国外へ前方展開することが実施・検討され、日本ではその最初の1台が2006年6月青森県の車力分屯基地に配備。2014年12月、京都府のアメリカ軍経ヶ岬通信所に2台目が配備された。

## 配備
THAADミサイルは主契約社であるロッキード・マーティンによって設計・製造・組立が行われ、レイセオン、ボーイング、エアロジェット、ロケットダイン、ハネウェル、BAEシステムズがその他の契約社として名を連ねている。開発費として2004年の予算で7億ドル以上が計上され、総開発費は100億ドルが見込まれている。
2008年5月、THAADを配備する最初の部隊が、テキサス州のフォートブリス基地にて編成され、2009年からの本格的な運用が予定されている。

### 日本
日本も、北朝鮮が2009年に行ったミサイル発射実験を受け、全国瞬時警報システム（Jアラート）に加えて、ミサイル防衛力強化のためにTHAADの導入を検討していると毎日新聞が報じたが、防衛省は導入の具体的な検討はしていないと発表している。しかし、その後の相次ぐ北朝鮮のミサイル発射実験や発射技術向上を受け、稲田朋美防衛大臣が2017年1月13日にグアムのアンダーセン空軍基地を訪問し、THAADの視察を行った。一方、2017年2月にはエヴゲーニー・ウラジーミロヴィッチ・アファナシエフ駐日本ロシア連邦特命全権大使から、日本への導入を行わないよう警告がなされた。
2017年4月3日『人民日報』は「韓国のTHAAD配備が引き起こす混乱がおさまらない状態で日本まで続いている」としながらも、「日本のTHAAD配備は、韓国とは性質が違う」と報じており、『人民日報』のインタビューで中華人民共和国外交部傘下の外交学院の周永生教授は、「日本は自発的にTHAADを導入するものであり、実際に日本の自衛隊の軍事防衛能力を高めようとするもの」「日本のTHAADは防御のための盾」と述べており、韓国のTHAAD配備には強く反対し、経済的報復をする一方で、日本のTHAAD配備は認めるというダブルスタンダードを取っている。

### 大韓民国
朝鮮半島有事に備えて、2016年7月8日、大韓民国の在韓米軍に配備することを決定したと発表した。これに対し、中国とロシアは激しく非難したが、大韓民国国防部は7月13日、配備先を慶尚北道星州郡に決定したことを発表した。韓国ギャラップの世論調査では、賛成56%・反対31%で、賛成が多数となっている。9月30日に韓国政府は慶尚北道星州郡にあったゴルフ場「ロッテスカイヒル星州カントリークラブ」をTHAAD配備用地と決め、所有者のロッテ商事には代わりに京畿道南楊州市にある軍用地を提供すると発表した。2017年に中国は、THAADの慶尚北道星州郡配備に先立ち、韓国に対して「小国が大国に対抗してもよいのか? 配備されれば断交水準の苦痛を覚悟すべきだろう」と脅しており、中国の高圧的態度は「大国（中国）は小国（韓国）をのぞき見してもかまわないが、小国は大国をのぞき見してはならない」という中華思想の発露という指摘がある。実際、韓国のTHAADの探知距離は800キロしかない。一方、日本の京都府と青森県に配備されているAN/TPY-2レーダーの探知距離は4000キロであり、中国の大部分を探知しており、中国は日本の京都府と青森県に配備されているAN/TPY-2レーダーが朝鮮半島を越えて、中国内陸部まで監視していることは、沈黙しながらも、韓国のTHAAD配備のみ強く反対し、経済的報復をしている。
- 2017年3月6日、在韓米軍烏山空軍基地にTHAADミサイルが到着した[14]。
- 2017年3月15日、中国政府はこの日より、韓国への団体旅行商品の販売中止を国内旅行会社に命じたいわゆる「禁韓令」が開始[15]。
- 2017年3月23日、韓国国内にTHAADが配備される事に対する中国の報復制裁を批判する超党派の決議案が、アメリカ合衆国下院議会で発議された[16]。
- 2017年3月30日、アメリカ軍のTHAADシステムが、在韓米軍に配備される事に反対する中国の韓国に対する経済報復行為を中断するよう求める決議を、韓国国会が超党派で可決した[17]。
- 2017年4月26日、未明に在韓米軍がTHAADシステムの核心装備であるレーダーと交戦統制所、発射台などを星州ゴルフ場に搬入した[18]。
- 2017年6月7日、 韓国大統領府は環境影響評価が完了するまでTHAADシステムの本格運用を先延ばしする方針を発表した[19]。5月10日に就任した文在寅大統領は、かねてからTHAAD配備に慎重な立場を示していた。
- 2017年7月28日、北朝鮮のミサイルを発射を受けて、文在寅大統領は米軍基地内で保管中の残り4基についても、環境評価完了前に臨時配備という形で追加配備する方針を明らかにした[20]。
- 2017年9月7日、残る発射台4基と工事用装備・資材などを搬入した。これにより、6基全ての設備が揃い、THAADシステムの本格運用が始まることになる[21]。
- 2022年8月、尹錫悦政権は文在寅政権の「3不1限の約束」で停滞したTHAAD基地の一般環境影響評価を完了し、在韓米軍の任務遂行条件を保障しTHAAD基地を同月に正常化すると発表した[22]。

### サウジアラビア
2025年2月、サウジアラビア防空軍はTHAADの配備を示す情報を公開した。2025年7月2日には、THAADを装備した最初の防空中隊が発足したと発表された。

## 各国の反応

### 中国
中国は韓国のミサイル配備に反発しており、外交部は駐中国韓国大使を呼び抗議、報道官が連日配備中断や撤去を求めた。7日付の環球時報は、「韓国の保守主義者はキムチばかり食べて頭がおかしくなったのか」「北朝鮮の核開発と大国間の勢力争いの中を漂う浮草になる」「韓国は寺や教会が多いのだから、その中で祈っていればいい」と韓国を揶揄する社説を掲載した。
また、韓国からの輸入規制措置・非関税障壁・韓流排除・韓国企業の営業阻止などの露骨な報復を行った。特にTHAAD配備地を提供したロッテグループには報復措置が最も激しく、ロッテ商事が土地交換に応じて契約を結んだ際、検疫当局によるロッテ菓子の廃棄処分や、中国人によるロッテのボイコットなどが起こった。中国にあったロッテマートも甚大な影響を被り、99店舗中87店舗が中国当局の営業中断措置を受けたことで莫大な赤字が累積した。2017年9月から中国店舗売却を進め、北京地域売却に続いて2018年5月に上海地域売却、残り14店舗も上半期までに売却など中国進出11年目にして中国から追い出された。中国ロッテマートの営業損失と瀋陽ロッテタウン建設プロジェクトの中断、免税店の売上高の減少など2兆ウォン超の損失を負った。
2021年現在も、限韓令は解除されていないが、2019年のキャッチオール規制の際は日本に猛反発したのに対し、限韓令に対しては中国に何ら抗議していない。